# Utan blod
Utan blod (finska: Verettömät) är en finländsk dramafilm från 1913, regisserad och skriven av Kaarle Halme. Idag har hela filmmaterialet gått förlorat.
En baron (Oskar Krabbe) uppskattar inte sina döttrars, Margaretas (Hilma Rantanen) och Helvis (Mandi Terho), vägval i livet. För att skilja dem åt sänder han agronomen Mauno Harjupää (John Precht) med Margareta till Berlin och studenten Toivo Kariluoto (Karl Lindgren) med Helvi till Helsingfors i hopp om att döttrarna blir förälskade i respektive kavaljerer. Baronens handlande får dock oanade följder efter att han själv avlidit...

## Medverkande (urval)[2]
- Oskar Krabbe - baron
- Hilma Rantanen - Margareta
- Mandi Terho - Helvi
- Karl Lindgren - Toivo Kariluoto
- John Precht - Mauno Harjupää
- Jalo Lesche - Roope Kariluoto
- Sven Hildén - Leo Laulemaa